# 伊廷加
伊廷加是巴西米纳斯吉拉斯州的一个市镇。总面积1640.657平方公里，总人口14587人，人口密度8.9人/平方公里。